# 南方银行
南方银行（西班牙語：Banco del Sur），由南美国家联合创建的一个国际金融机构。

## 历史
2009年9月26日，阿根廷、巴西、巴拉圭、乌拉圭、厄瓜多尔、玻利维亚、委内瑞拉南美7国共同组建南方银行，其启动资金为200亿美元。南方银行成立的目的是方便南美各国融资，并试图减弱国际货币基金组织、世界银行的对南美诸国影响。